# Jonathan (Schildkröte)

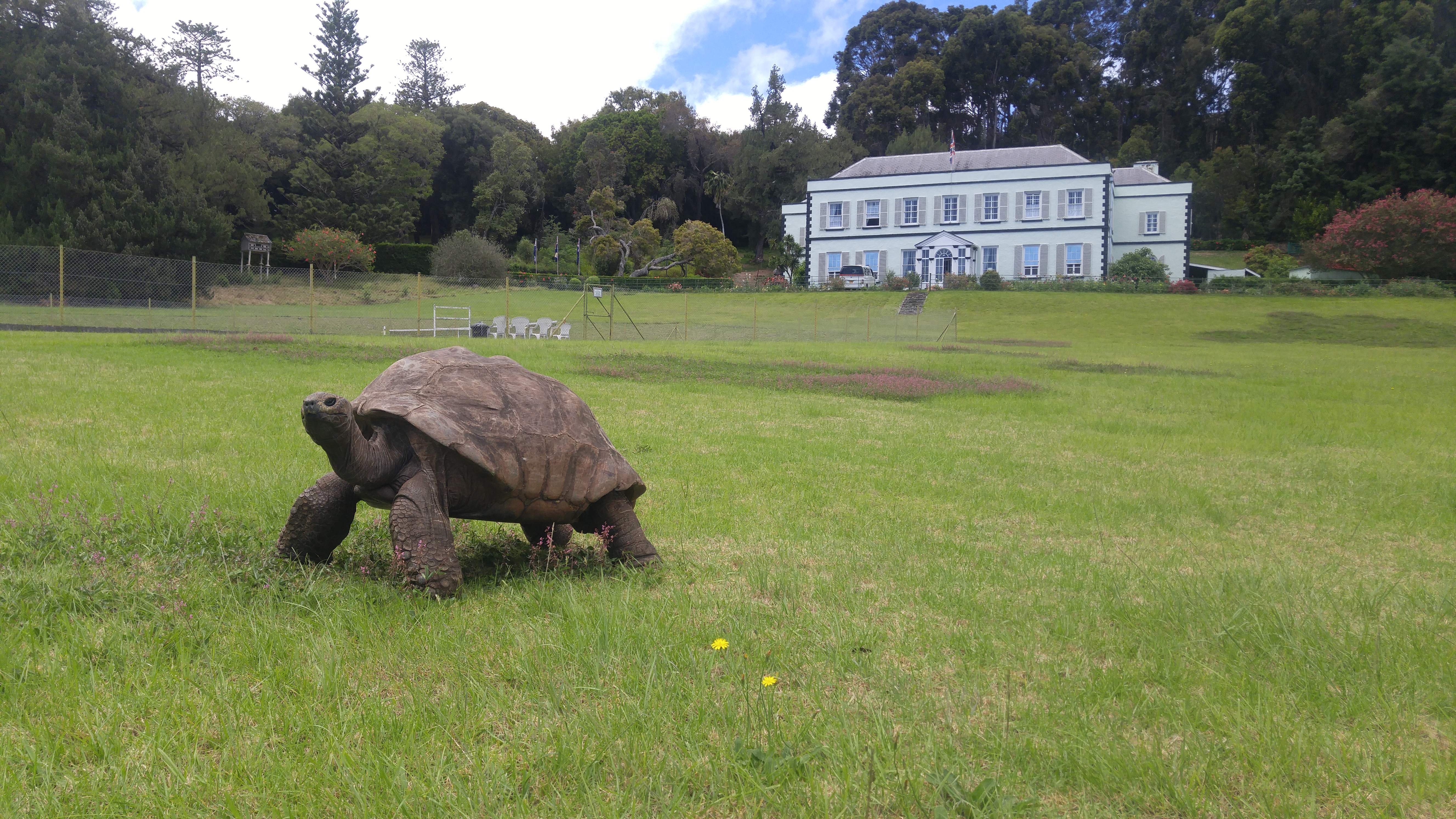
Jonathan (2020)

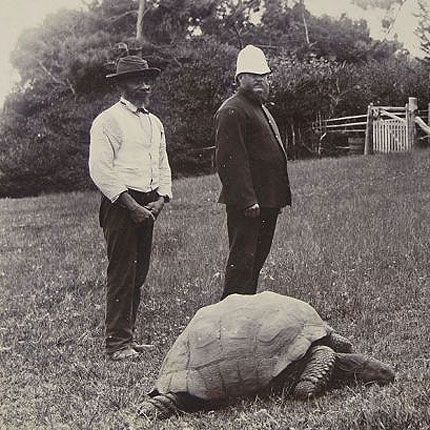
Jonathan (im Jahr 1886)

Jonathan (* um 1832 auf den Seychellen) ist eine Seychellen-Riesenschildkröte (Aldabrachelys gigantea hololissa), die auf der Atlantikinsel St. Helena im Garten des Plantation House lebt. Sie gilt als ältester Bewohner der Insel und ist vermutlich das älteste lebende Reptil der Erde. Einige Quellen sprechen sogar vom ältesten lebenden Landtier der Erde. Sein Alter wurde zu Beginn 2019 auf 187 Jahre geschätzt.
Jonathan wurde 1882 von den Seychellen im Alter von etwa 50 Jahren in die britische Kronkolonie gebracht. Dort erhielt er in den 1930er Jahren von Gouverneur Stewart Spencer Davis seinen Namen. Jonathan befindet sich in Besitz der Regierung von St. Helena.
Sein Alter begründet sich auf die Tatsache, dass Jonathan bei der Überfahrt nach St. Helena 1882 voll ausgewachsen war. Dies belegen Fotos aus dem Jahr 1886. Damit wurde zu diesem Zeitpunkt sein Mindestalter mit 50 Jahren festgesetzt.
Der Zustand der Schildkröte wurde im Dezember 2015 mit alive and well ‚am Leben und wohlauf‘ beschrieben. Jedoch habe Jonathan neben seinem Geruchssinn auch seine Sehkraft verloren, könne aber exzellent hören.
Auf der Vorderseite der 5-Pence-Münze St. Helenas ist ein Abbild Jonathans zu sehen.